# This Night
This Night è un singolo del cantante statunitense Billy Joel, pubblicato nel 1984 ed estratto dall'album An Innocent Man.
Parte del brano è basata sul secondo movimento della Sonata per pianoforte n. 8 di Ludwig van Beethoven, che è anche accreditato tra gli autori.

## Tracce
- 7"

1. This Night
2. I'll Cry Instead (live)

- 7" (USA)

1. Leave a Tender Moment Alone
2. This Night